# Fort Gibson
Fort Gibson é uma cidade  localizada no estado norte-americano de Oklahoma, no Condado de Cherokee e Condado de Muskogee.

## Demografia
Segundo o censo norte-americano de 2000, a sua população era de 4054 habitantes.
Em 2006, foi estimada uma população de 4294, um aumento de 240 (5.9%).

## Geografia
De acordo com o United States Census Bureau tem uma área de
36,3 km², dos quais 34,8 km² cobertos por terra e 1,5 km² cobertos por água.

## Localidades na vizinhança
O diagrama seguinte representa as localidades num raio de 20 km ao redor de Fort Gibson.